# NGC 3923
NGC 3923 este o galaxie eliptică situată în constelația Hidra. A fost descoperită în 7 martie 1791 de către William Herschel. Se află la o distanță de 20,51 de megaparseci de Pământ.